# Притт, Денис Ноуэлл
Денис Ноуэлл Притт (англ. Denis Nowell Pritt; 22 сентября 1887, Мидлсекс — 23 мая 1972, Бейсингсток, Гэмпшир)) — британский общественный деятель, публицист. Юрист (адвокат). В 1927 году присвоено звание «советника короля» (высшая ступень в юридической иерархии Англии). Социалист, член лейбористской партии. Лауреат Международной Сталинской премии «За укрепление мира между народами» (1954).

## Биография
Окончил Лондонский университет. Учился также в Германии, Швейцарии, Испании. 
В сентябре 1933 года был председателем международной следственной комиссии в Лондоне по делу о поджоге Рейхстага, которая пришла к выводу о виновности непосредственно Геринга в поджоге и сфабрикованности судебного процесса в Германии.
В 1933 — 1969 годах — председатель английского Общества культурной связи с СССР. В 1951 — 1959 годах президент Английского комитета защиты мира, член Всемирного Совета Мира.
Был главой Международной ассоциации юристов-демократов. 
Почётный доктор МГУ имени М.В. Ломоносова (1961).

## Книги
- «Право, класс и общество» (цикл из 4-х книг, посвященных рассмотрению роли права и юристов в классовой борьбе).
- «Шпионы и осведомители на скамье свидетелей» (издание на русском языке, 1960);
- «Очерки внешней и внутренней политики лейбористов в 1945—1951» (издание на русском языке, 1964)
- «Автобиография» (издание на русском языке, 1968);
- «Преградить дорогу неонацизму» (русское издание, 1969).